# Tachyempis universalis
Tachyempis universalis är en tvåvingeart som först beskrevs av Axel Leonard Melander 1910.  Tachyempis universalis ingår i släktet Tachyempis och familjen puckeldansflugor. Inga underarter finns listade i Catalogue of Life.